# Монастырь Святого Фомы (Ван)
Монастырь Святого Фомы (арм. Սուրբ Թովմաս վանք; Сурб Товмас, также известный как англ. Altınsaç Church) — армянский монастырь, основанный около X века, располагающийся возле озера Ван в 2 км северо-западнее села Алтинсач (арм. Гандзак или Канзак) района Геваш провинции Ван Турции. Был разграблен в 1915 году. В настоящее время находится в полуразрушенном состоянии и используется как овчарня.

## История
Монастырь расположен на высоте более 1900 местров, от него открывается вид на озеро Ван.
Точная дата основания монастыря неизвестна. Он упоминается в нескольких рукописях XV века. По мнению историка Жана-Мишеля Тьерри, архитектура монастыря свойственна для периода X—XIII веков. Он предполагает, что церковь монастыря была построена в X или XI веке, а в поздние периоды была перестроена.
Монастырь посвящён апостолу Фоме из-за имеющихся в нём мощей святого, которые в неопределенное время были перенесены в Эдессу.
Засвидетельствованный в 1339 году, монастырь снова упоминался в 1457 и 1587 годах как скрипторий. В 1671 году вокруг монастыря была построена стена по велению монах Фомы (арм. Товмас, † 1690).
Как и многие другие армянские строения, монастырь был разграблен во время массовых убийств армян 1895 года, а затем снова во геноцида в 1915 году.
После геноцида армян монастырь был заброшен. Сейчас он используется как овчарня. Хозяйственные постройки, фундаменты которых ещё были видны в 1970-е годы, большей частью исчезли. Церковь и притвор всё ещё стоят, но находятся в полуразрушенном состоянии.
Историк Ара Сарафян, побывавший в монастыре в современное время, отмечает, что он
не имеет официальной защиты, и темпы его разрушения вызывают тревогу...Еще больше хачкаров были повреждены и на монастырском кладбище. Чтобы попасть в церковь пришлось разогнать стадо коров...Монастырь превратится в несколько стен и груду развалин в течение следующих 15 лет

## Устройство монастыря
Монастырь состоит из:
- церкви Святого Фомы, представляющая собой здание с тремя апсидами в форме вписанного креста размером 12 на 8,5 м, с двенадцатигранным барабаном, построенной, вероятно, в X веке во время правления короля Гагика I Арцруни[англ.];
- притвора длиной 9,2 м, располагающийся с западной стороны церкви;
- стен, окружающих монастырь, размерами 50 м с южной стороны, 39 м с запада и 35 м с севера;
- кладбища расположенного с западной стороны.

Монастырю также принадлежали обширные участки земли вокруг близлежащих сёл.